# Haustellum
Haustellum là một chi ốc biển, là động vật thân mềm chân bụng sống ở biển trong họ Muricidae, họ ốc gai.
Ponder & Vokes (1988) and Vokes (1990) gồm cód American and hải vực Ấn Độ Dương-Thái Bình Dương species in Haustellum, which differ from Murex (s.s.) by lacking labral spine. Petuch (1994) introduced Vokesimurex for the American long canalled Haustellum sensu Vokes (1990) like Murex messorius Sowerby, 1841. Houart (1999) transferred 14 hải vực Ấn Độ Dương-Thái Bình Dương species and three subspecies của Haustellum trong genus Vokesimurex. As defined now, Haustellum is represented by eight to nine species. Members của Haustellum generally differ from those của Vokesimurex in having a globose and low spired shape, a more rounded aperture, a smooth columella, a less deep anal notch and no cord spine.

## Các loài
Các loài trong chi Haustellum gồm có:
- Haustellum barbieri Houart, 1993[2]
- Haustellum bondarevi Houart, 1999[3]
- Haustellum fallax (E. A. Smith, 1901)[4]
- Haustellum franchii Bozzetti, 1993[5]
- Haustellum haustellum (Linnaeus, 1758)[6]
- Haustellum kurodai Shikama, 1964[7]

- Haustellum kurodai kurodai Shikama, 1964
- Haustellum kurodai vicdani Kosuge, 1980
- Haustellum kurodai langleitae Houart, 1993

- Haustellum longicaudum (F. C. Baker, 1891)[8]
- Haustellum tweedianum (Macpherson, 1962)[9]
- Haustellum wilsoni D'Attilio & Old, 1971[10]

Đồng nghĩa:
- Haustellum brandaris (Linnaeus, 1758) là một đồng nghĩa của Bolinus brandaris (Linnaeus, 1758)[11]

## Paleontology
There is no record of extinct species trong geological register. The oldest member là loài điển hình Haustellum haustellum từ hải vực Ấn Độ Dương-Thái Bình Dương province. It is recorded from the Miocene of Borneo (Beets, 1941), the Pliocene of Java, Indonesia and the Plio-Pleistocene of quần đảo Malaysian.

## Hình ảnh

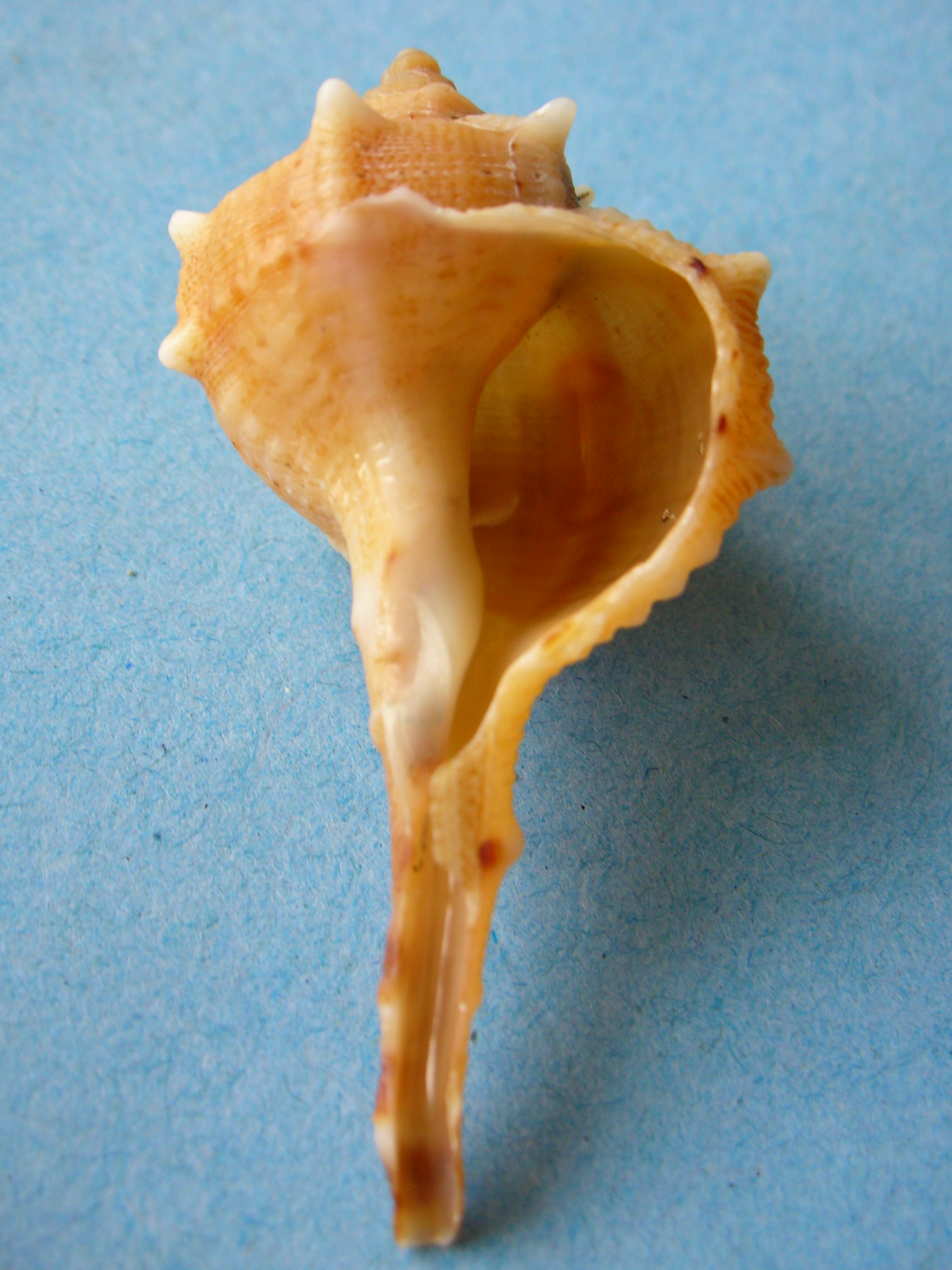